# Przedgórze Paczkowskie

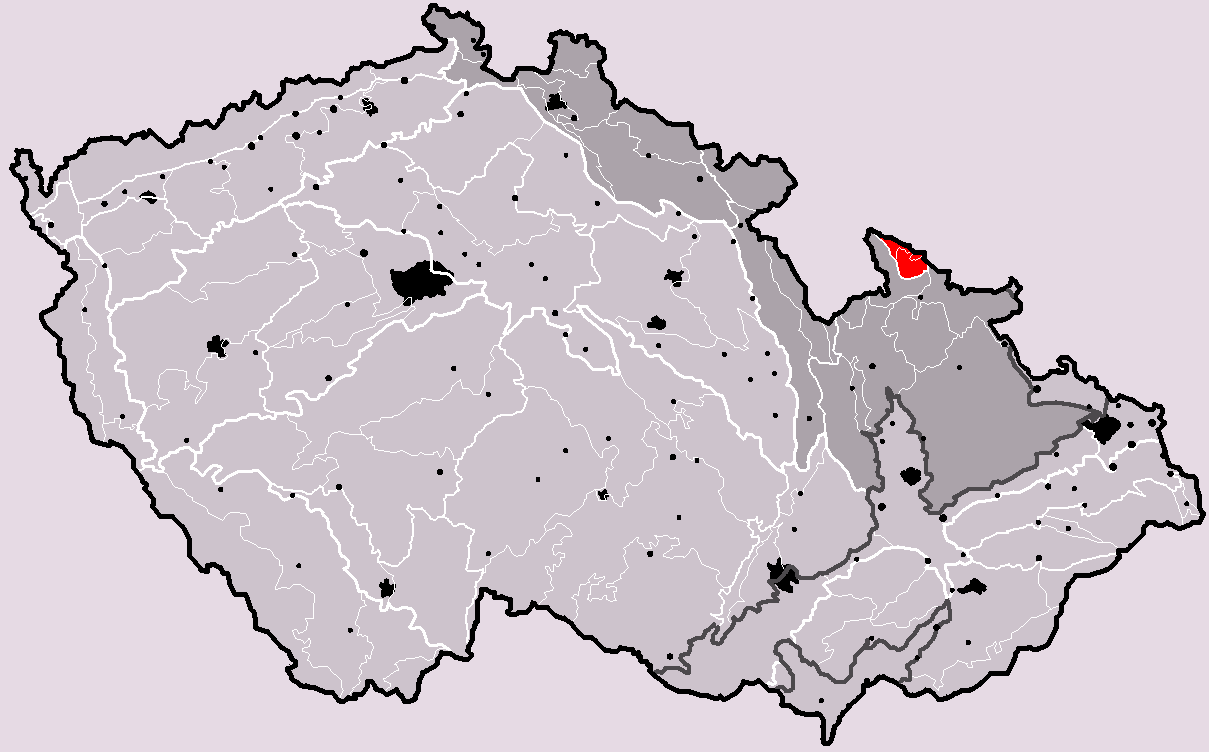
Przedgórze w granicach Czech

Przedgórze Paczkowskie, czes. Žulovská pahorkatina (332.17) – według podziału fizycznogeograficznego Jerzego Kondrackiego i W. Walczaka – mezoregion wchodzący w skład Przedgórza Sudeckiego. Obejmuje południowo-wschodnią część Przedgórza. Ciągnie się wąskim pasem pomiędzy Obniżeniem Otmuchowskim od północy, Płaskowyżem Głubczyckim od wschodu i Górami Złotymi od południa.
Część położona po polskiej części Dolnego Śląska obejmuje około 130 km², część czeska około 110 km².
Jest to lekko sfalowany płaskowyż o podgórskim krajobrazie. Część południowa – na obszarze Czech ma charakter bardziej górzysty. Cały obszar porozcinany jest łagodnymi dolinami licznych potoków.
Pod względem geologicznym obejmuje południowo-wschodni fragment bloku przedsudeckiego. Zbudowany jest ze skał metamorficznych: gnejsów, łupków łyszczykowych, kwarcytów, wapieni krystalicznych (marmurów), amfibolitów, kwarcytów oraz granitu, który po stronie czeskiej koło miasta Žulová tworzy strome wzgórza oraz wietrzeniowe formy skalne. Po stronie polskiej na powierzchni zalegają żwiry i piaski, spod których w kilku miejscach odsłaniają się skały metamorficzne oraz granity. Dawniej eksploatowano tu granity i marmury.

## Szczyty
Najwyższe szczyty Przedgórza Paczkowskiego znajdują się w jego czeskiej części i są to:
- Boží hora (527 m n.p.m.)
- Borový vrch (487 m n.p.m.)
- Kaní hora (476 m n.p.m.)
- Bukový vrch (425 m n.p.m.)
- Lánský vrch (423 m n.p.m.)
- Smolný vrch (404 m n.p.m.)
- Jahodník (379 m n.p.m.)

Najwyższym punktem w polskiej części Przedgórza Paczkowskiego jest wzniesienie Kalwaria (385 m n.p.m.) koło Gierałcic.

## Ochrona przyrody
W gminie Nysa w województwie opolskim utworzono rezerwat Przyłęk (0,8 ha) obejmujący fragment lasu liściastego z jodłą, jaworem, jesionem i modrzewiem europejskim.